# Opomyza punctella
Opomyza punctella är en tvåvingeart som beskrevs av Fallen 1820. Opomyza punctella ingår i släktet Opomyza och familjen gräsflugor. Arten är reproducerande i Sverige. Inga underarter finns listade i Catalogue of Life.